# Euchrepomis callinota
Euchrepomis callinota е вид птица от семейство Thamnophilidae.

## Разпространение
Видът е разпространен във Венецуела, Гвиана, Еквадор, Колумбия, Коста Рика, Панама, Перу и Суринам.